# Iophon cupulifera
Iophon cupulifera är en svampdjursart som först beskrevs av Gray 1867.  Iophon cupulifera ingår i släktet Iophon och familjen Acarnidae. Inga underarter finns listade i Catalogue of Life.